# Analyse préliminaire des risques
Pour les articles homonymes, voir APR.
Selon la norme CEI-300-3-9 (CEI 300-3-9, 1995), l’analyse préliminaire des risques (APR) « est une technique d’identification et d’analyse de la fréquence du danger qui peut être utilisée lors des phases amont de la conception pour identifier les dangers et évaluer leur criticité ».

## Objectifs
L'analyse préliminaire des risques (APR) est une méthode d'identification et d'évaluation des risques au stade initial de la conception d'un système. À partir de l'ensemble des dangers auxquels le système est susceptible d'être exposé tout au long de sa mission, l'APR a pour objectif : l'identification, l'évaluation, la hiérarchisation et la maîtrise des risques qui en résultent. Elle peut être aussi utilisée avec profit pendant toute la durée de vie de ce système.
L’APR d’un système couvre l’identification :
- des incertitudes sur sa mission ;
- des dangers auxquels il peut être confronté ;
- des situations dangereuses dans lesquelles il peut se retrouver volontairement ou à son insu ;
- des scénarios conduisant à des événements redoutés ;
- des conséquences sur le système et son environnement ;
- des traitements de maîtrise des risques.

Les domaines d'applications sont nombreux, et l'APR peut être réalisée sur toute activité industrielle, militaire, financière, sanitaire, environnementale, à quelque niveau que ce soit (mission, système, composants, etc.).

## Développements récents
L'APR a été développée aux États-Unis au début des années 1960 dans les domaines aéronautique et militaire. 
Des développements méthodologiques récents[évasif] ont abouti, sur la base de l'APR, à l'Analyse Globale des Risques (AGR) et l'Analyse Globale des Risques Probabilisés (AGRQ), pour généraliser l'APR à tout type de système (activité, mission, processus, organisation, matériel, logiciel…) et pendant toute sa durée de vie depuis la phase de conception. Dans cette optique, les éléments suivants ont été introduits :
- la formalisation de la structure du système ;
- la formalisation et l'élaboration de la cartographie des dangers ;
- la formalisation de la cartographie des situations dangereuses à partir de l’évaluation de l'importance des interactions entre dangers et éléments vulnérables du système afin de définir les priorités d'analyse ultérieure ;
- l'échelle d'effort, les valeurs de coûts associés et leur exploitation ;
- les paramètres des risques résiduels ;
- la formalisation de la structure de l'AGR et de l'AGRQ ;
- la construction de la cartographie des risques initiaux et résiduels suivant le danger ou le système (diagramme de Kiviat, diagramme de Farmer…) ;
- la définition du format des cartographies globales des risques initiaux et résiduels par situation dangereuse ;
- l'évaluation des rapports coût ou bénéfice/risque ;
- les allocations préliminaires de sécurité intégrant la criticité et la complexité des éléments du système ;
- les formats des fiches du plan d'actions de réduction des risques et du catalogue des paramètres de sécurité.

La méthologie APR mise à jour est présentée dans Desroches, Baudrin et Dadoun et est conforme à la démarche de management global des risques de la norme OHSAS 18001.